# Nicorhynchus
Nicorhynchus (que significa "hocico de Knucker", en referencia a su probable ecología) es un género conocido por dos especies de pterosaurios pterodactiloideos ornitoquéiridos, que vivieron a mediados del período Cretácico, hace aproximadamente entre 105 y 92.5 millones de años, durante el Albiano al Cenomaniano, en lo que hoy es África y Europa. Las dos especies conocidas son N. capito (especie tipo) de Cambridge Greensand (Inglaterra) y N. fluviferox del grupo Kem Kem (Marruecos). Estas especies fueron asignadas previamente a Coloborhynchus.

## Historia
El género Coloborhynchus tuvo una historia complicada, con muchas especies asignadas al género. En 2013, Rodrigues y Kellner consideraron que Coloborhynchus era monotípico, que contenía solo a C. clavirostris, y colocaron a la mayoría de las otras especies en otros géneros, o las declararon nomina dubia. Una de estas especies fue Coloborhynchus capito, que originalmente fue nombrada por Harry Seeley en 1870 como una especie de Ornithocheirus. Su holotipo es CAMSM B 54625, un hocico. En 2001, esta especie fue trasladada a Coloborhynchus por David Unwin, quien también sinonimizó Ornithocheirus reedi (conocido por un espécimen perdido) con ella. Rodrigues y Kellner reconocieron que la especie era distinta de Coloborhynchus, pero no le dieron un nuevo nombre en espera del descubrimiento de material más completo.

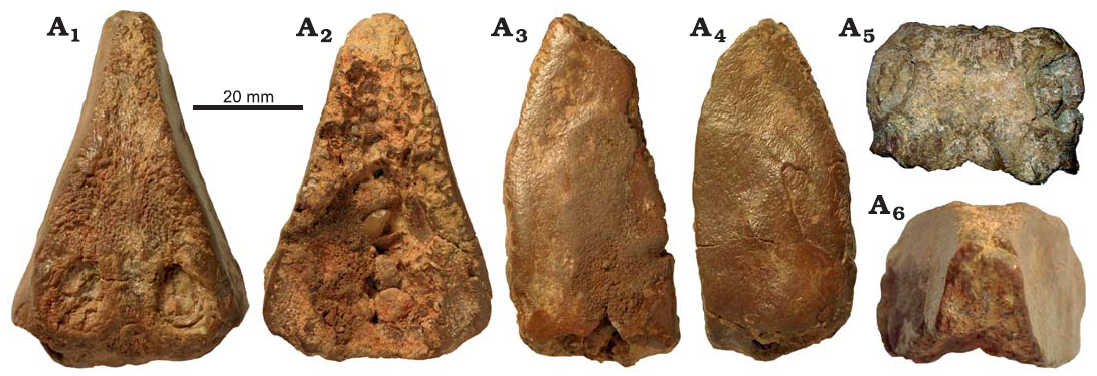
Holotipo de N. fluviferox

En 2018, Jacobs et al. nombraron una nueva especie de Coloborhynchus, C. fluviferox de la formación Ifezouane del grupo Kem Kem de Marruecos con base en un hocico parcial, y también tentativamente refirió otro espécimen de la misma localidad a una especie diferente, sin nombre. Una revisión de 2020 de una subfamilia llamada Coloborhynchinae por Holgado y Pêgas trasladó a C. capito y C. fluviferox a un nuevo género, Nicorhynchus, y también asignaron al Coloborhynchinae sin nombre de la formación Ifezouane a N. fluviferox. El nombre Nicorhynchus se deriva del inglés antiguo nicor (Knucker, una especie de dragón de agua) y del griego antiguo rhynchos ("hocico"), en referencia a su probable ecología como reptil volador que se alimentaba de peces en depósitos fluviales y marinos.

## Descripción

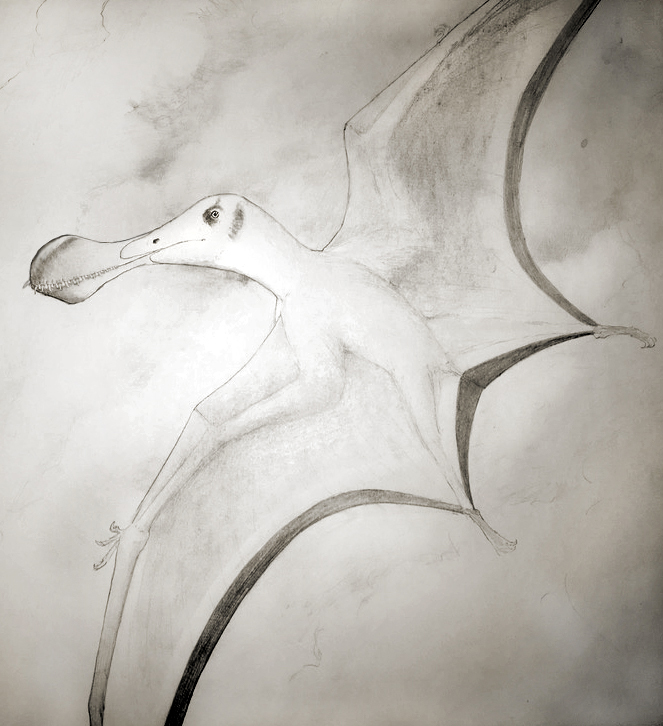
Restauración de N. fluviferox

La especie N. capito representa el segundo ornitoqueirido más grande conocido (después de un espécimen de Tropeognathus), y de hecho el segundo pterosaurio dentado más grande conocido después de Tropeognathus. Un espécimen referido de Cambridge Greensand de Inglaterra descrito en 2011 consiste en una punta de la mandíbula superior muy grande que muestra las características dentales que distinguen a N. capito de otras especies. La punta de la mandíbula es casi 10 centímetros (3,9 plg) de altura y 5,6 centímetros (2,2 plg) de ancho, con dientes de hasta 1,3 centímetros (0,5 plg) de diámetro de la base. Si las proporciones de este espécimen fueran consistentes con las especies de Coloborhynchus, la longitud total del cráneo podría haber sido de hasta 75 centímetros (29,5 plg), lo que lleva a una envergadura estimada de 7 metros (23,0 pies).

## Clasificación
Los descriptores del género, Holgado y Pêgas, encontraron que Nicorhynchus se sitúa dentro de la subfamilia Coloborhynchinae, la cual a su vez se ubica dentro de la familia Anhangueridae, cuyo taxón hermano es Uktenadactylus. Su cladograma se muestra a continuación:
|  | Siroccopteryx |
|  |               |
|  | Tropeognathus |
|  |               |

|  | Mythunga   |
|  |            |
|  | Ferrodraco |
|  |            |

|  | Siroccopteryx |
|  |               |
|  | Tropeognathus |
|  |               |

|  | Mythunga   |
|  |            |
|  | Ferrodraco |
|  |            |

|  | Coloborhynchus                                                  |
|  |                                                                 |
|  | \| \| Nicorhynchus \| \| \| \| \| \| Uktenadactylus \| \| \| \| |
|  |                                                                 |
|  | Nicorhynchus                                                    |
|  |                                                                 |
|  | Uktenadactylus                                                  |
|  |                                                                 |

|  | Nicorhynchus   |
|  |                |
|  | Uktenadactylus |
|  |                |

|  | Coloborhynchus                                                  |
|  |                                                                 |
|  | \| \| Nicorhynchus \| \| \| \| \| \| Uktenadactylus \| \| \| \| |
|  |                                                                 |
|  | Nicorhynchus                                                    |
|  |                                                                 |
|  | Uktenadactylus                                                  |
|  |                                                                 |

|  | Nicorhynchus   |
|  |                |
|  | Uktenadactylus |
|  |                |

|  | Caulkicephalus |
|  |                |
|  | Guidraco       |
|  |                |
|  | Ludodactylus   |
|  |                |

|  | Liaoningopterus                                                 |
|  |                                                                 |
|  | \| \| Cearadactylus \| \| \| \| \| \| Maaradactylus \| \| \| \| |
|  |                                                                 |
|  | Anhanguera                                                      |
|  |                                                                 |
|  | Cearadactylus                                                   |
|  |                                                                 |
|  | Maaradactylus                                                   |
|  |                                                                 |

|  | Cearadactylus |
|  |               |
|  | Maaradactylus |
|  |               |

|  | Caulkicephalus |
|  |                |
|  | Guidraco       |
|  |                |
|  | Ludodactylus   |
|  |                |

|  | Liaoningopterus                                                 |
|  |                                                                 |
|  | \| \| Cearadactylus \| \| \| \| \| \| Maaradactylus \| \| \| \| |
|  |                                                                 |
|  | Anhanguera                                                      |
|  |                                                                 |
|  | Cearadactylus                                                   |
|  |                                                                 |
|  | Maaradactylus                                                   |
|  |                                                                 |

|  | Cearadactylus |
|  |               |
|  | Maaradactylus |
|  |               |

|  | Siroccopteryx |
|  |               |
|  | Tropeognathus |
|  |               |

|  | Mythunga   |
|  |            |
|  | Ferrodraco |
|  |            |

|  | Siroccopteryx |
|  |               |
|  | Tropeognathus |
|  |               |

|  | Mythunga   |
|  |            |
|  | Ferrodraco |
|  |            |

|  | Coloborhynchus                                                  |
|  |                                                                 |
|  | \| \| Nicorhynchus \| \| \| \| \| \| Uktenadactylus \| \| \| \| |
|  |                                                                 |
|  | Nicorhynchus                                                    |
|  |                                                                 |
|  | Uktenadactylus                                                  |
|  |                                                                 |

|  | Nicorhynchus   |
|  |                |
|  | Uktenadactylus |
|  |                |

|  | Coloborhynchus                                                  |
|  |                                                                 |
|  | \| \| Nicorhynchus \| \| \| \| \| \| Uktenadactylus \| \| \| \| |
|  |                                                                 |
|  | Nicorhynchus                                                    |
|  |                                                                 |
|  | Uktenadactylus                                                  |
|  |                                                                 |

|  | Nicorhynchus   |
|  |                |
|  | Uktenadactylus |
|  |                |

|  | Caulkicephalus |
|  |                |
|  | Guidraco       |
|  |                |
|  | Ludodactylus   |
|  |                |

|  | Liaoningopterus                                                 |
|  |                                                                 |
|  | \| \| Cearadactylus \| \| \| \| \| \| Maaradactylus \| \| \| \| |
|  |                                                                 |
|  | Anhanguera                                                      |
|  |                                                                 |
|  | Cearadactylus                                                   |
|  |                                                                 |
|  | Maaradactylus                                                   |
|  |                                                                 |

|  | Cearadactylus |
|  |               |
|  | Maaradactylus |
|  |               |

|  | Caulkicephalus |
|  |                |
|  | Guidraco       |
|  |                |
|  | Ludodactylus   |
|  |                |

|  | Liaoningopterus                                                 |
|  |                                                                 |
|  | \| \| Cearadactylus \| \| \| \| \| \| Maaradactylus \| \| \| \| |
|  |                                                                 |
|  | Anhanguera                                                      |
|  |                                                                 |
|  | Cearadactylus                                                   |
|  |                                                                 |
|  | Maaradactylus                                                   |
|  |                                                                 |

|  | Cearadactylus |
|  |               |
|  | Maaradactylus |
|  |               |